# Mahamat Ngouloure
Mahamat Ngouloure (Yaundé, Camerún, 1 de septiembre de 1990) es un futbolista camerunés. Se desempeña como defensa central. Sin club actualmente. En 2008 dejó su país, natal, en donde fue seleccionado juvenil, para fichar en un equipo sudamericano, específicamente en el Unión Maestranza de Bolivia. En el año 2011 ficha en Cobreloa de Chile y desde dicha fecha, ha defendido varios equipos del Fútbol chileno.

## Clubes
| Club                 | País    | Año       |
| -------------------- | ------- | --------- |
| Unión Maestranza     | Bolivia | 2008-2010 |
| Cobreloa             | Chile   | 2011-2012 |
| Municipal Mejillones | Chile   | 2016      |
| Unión Maestranza     | Bolivia | 2016      |